# Łukanka

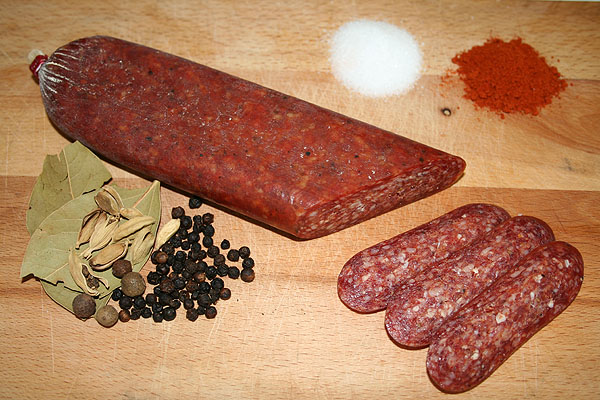
Łukanka

Łukanka (bułg. луканка, od лук – cebula) – suszona na surowo, wieprzowo-cielęca kiełbasa typowa dla kuchni bułgarskiej. 

## Cechy i skład
Jest krajową odmianą suchej salami o spłaszczonym, podłużnym kształcie i mozaikowej strukturze. Jej wersja o kształcie podkowiastym znana jest jako sudżuk. Przygotowywana i tradycyjnie wykonywana z mięsa wieprzowego i cielęcego (w stosunku 2:1), z obfitym dodatkiem słoniny (ok. 14%) oraz przyprawiana czarnym pieprzem, kuminem, czosnkiem, solą, cukrem, kozieradką.

## Wytwarzanie, produkcja
Poza produktem dostępnym w obrocie handlowym łukanka często wytwarzana jest na potrzeby własne sposobem domowym. Zmielone ze słoniną mięsa miesza się z przyprawami, a następnie na dobę pozostawia się w chłodzie. Po umieszczeniu masy we flaku (jelito wieprzowe) kiełbasa zostaje odwieszona w przewiewne miejsce do wyschnięcia na około 40-90 dni. W tym czasie kilkakrotnie zostaje sprasowana wałkiem dla nadania charakterystycznego kształtu. W trakcie suszenia zyskuje także szlachetną pleśń. Jest popularna szczególnie jako zakąska do rakiji (śliwowicy). 
Wytwórcami łukanki są zwłaszcza mieszkańcy środkowej Bułgarii, rejonów położonych u podnóża gór, zwłaszcza regionu Smiadowa, Panagiuriszte i Karłowa (w tym ostatnim wyrób jest chroniony przez państwowy urząd patentowy potwierdzający jego autentyczność). Receptury przemysłowe zakładają produkcję np. ze świeżego mięsa wieprzowego, soli zmieszanej z konserwującym azotynem sodu, przyprawami, cukrem, askorbinianem sodu, a także kulturami starterowymi.
Podobnie jak w przypadku wielu regionalnych produktów mięsnych, smak łukanki różni się w zależności od paszy podawanej zwierzętom i od regionu, w którym została wyprodukowana (terroir). Jedną z regionalnych odmian jest wędlina przygotowana z mieszanki wieprzowiny i mięsa bawolego, ale obecnie jest ona prawie niemożliwa do zakupienia na rynku w oryginalnej recepturze.

## Pochodzenie
Nazwę jej wywodzi się od rzymskiej kiełbasy lucanica, którą wytwarzano w południowoitalskiej Lukanii, najpewniej już znacznie wcześniej, w czasach kolonizacji greckiej. Przepis na nią zawarto w późnorzymskim traktacie gastronomicznym O sztuce kulinarnej (księga II). We Włoszech kiełbasa nadal znana jest pod nazwą lucanica (albo jako luganega), w Grecji  jako lukániko (λουκάνικο), w Macedonii – луканец (łukanec), a w Albanii jako llukanik. 